# سام جاسبر
سام جاسبر (بالإنجليزية: Sam Jasper)‏ هو لاعب كرة قدم نيوزلندي، ولد في 6 فبراير 1986 في North Shore, New Zealand ‏ في نيوزيلندا. شارك مع منتخب نيوزيلندا تحت 17 سنة لكرة القدم. أما مع النوادي، فقد لعب مع وايتاكيري يونايتد.

## وصلات خارجية
- سام جاسبر على موقع قاعدة بيانات كرة القدم.إي يو (الإنجليزية)
- سام جاسبر على موقع Soccerway.com (الإنجليزية)
- سام جاسبر على موقع عالم كرة القدم.نت (الإنجليزية)